# 拉姆卡區
35°51′20″N 1°19′56″E / 35.85556°N 1.33222°E
拉姆卡區（阿拉伯语：‎），是阿爾及利亞的行政區，位於該國西北部，由埃利贊省負責管轄，首府設於拉姆卡，面積206平方公里，2008年人口35,882，人口密度每平方公里174人。